# مارتین رونی
مارتین رونی (انگلیسی: Martyn Rooney؛ زادهٔ ۳ آوریل ۱۹۸۷) دونده، و ورزشکار دو و میدانی اهل بریتانیا است.